# Тур де Романди 2025.
Тур де Романди 2025. било је 78 издање етапне бициклистичке трке Тур де Романди, која је одржана у периоду од 29. априла до 4. маја у Швајцарској, као 20 трка у оквиру UCI ворлд тура 2025. Вожено је пет етапа, укупна дужина је износила 683.3 km, старт је био у Сен Имјеу, док је последња етапа вожена у Женеви. Вожен је пролог на отварању, једна брдска етапа, три планинске етапе и хронометар на крају. Највећи фаворити су били Ремко Евенепул, Жоао Алмеида и Карлос Родригез, док су међу осталим фаворитима били Александар Власов, Ленерт ван Етвелт, Лени Мартинез, Оскар Онли и Давид Году.
Самјуел Вотсон је побиједио на прологу на отварању и узео је прву лидерску мајицу. Мајицу је преузео Метју Бренан побједом у спринту на првој етапи, Алекс Боден је преузео мајицу на другој етапи и носио је на двије етапе, након чега је Лени Мартинез преузео. Евенепул је побиједио на хронометру на последњој етапи, Алмеида је завршио на другом мјесту и освојио је трку 24 секунде испред Мартинеза, док је на трећем мјесту у генералном пласману завршио Џеј Вајн. Бен Цвиоф је освојио брдску класификацију, Вајн класификацију по поенима, Мартинез класификацију за најбољег младог возача, а УАЕ тим емирејтс ХРГ тимску класификацију.

## Тимови
На трци је учествовало 20 тимова, са по седам возача. Свих 18 ворлд тур тимова имало је аутоматску позивницу и били су обавезни да учествују пошто је трка била у ворлд туру прије 2017. године, док су два најбоља про тур тима за претходну сезону такође имали аутоматску позивницу за све ворлд тур трке, али нису били обавезни да учествују. Лото и Израел—премијер тех су били најбољи про тур тимови на крају сезоне 2024. али је Израел—премијер тех одлучио да не учествује, док је специјалну позивницу добио Тудор про сајклинг.
UCI ворлд тур тимови:
| - Алпесин—декунинк - Аркеа—бб хотелс - Бахреин—викторијус - Визма—лејз а бајк - Групама—ФДЈ - Декатлон АГ2Р ла мондијал - ЕФ едукејшон—изипост - Инеос гренадирс - Интермарше—ванти | - Кофидис - Лидл—трек - Мовистар - Пикник постнл - Ред бул—Бора–ханзго - Судал—Квик-степ - УАЕ тим емирејтс ХРГ - ХДС Астана - Џејко—алула |

UCI про тур тимови:
| - Лото | - Тудор про сајклинг |

## Новчане награде и бодови

### Новчане награде
Укупан новчани фонд на трци износио је 100.000 швајцарских франака, односно 106.500 евра. Побједник је добио 12.774 евра, другопласирани 6.387, трећепласирани 3.194, четвртопласирани 1.597, а награде је добијало првих 20 возача, с тим да су возачи од 10. до 20. мјеста добијали по 319 евра. Побједници класификације за најбољег младог возача и најагресивнијег возача добили су по 2.128 евра, а побједници брдске, класификације по поенима и класификације за најбољег швајцарског возача по 1.064. Такође, на свакој етапи изузев два хронометра, најбољи швајцарски возач и најагресивнији возач добијали су по 534 евра.
Побједник сваке појединачне етапе добијао је по 4.255, другопласирани 2.128, трећепласирани 1.064, а награде је добијало првих 20 возача, с тим да су возачи од 10. до 20. мјеста добијали по 106 евра.
| Позиција | Етапе      | Класификације     | Класификације            | Класификације        | Класификације       | Класификације        | Класификације            | Класификације |            |
| Позиција | Етапе      | Генерални пласман | Класификација по поенима | Брдска класификација | Најбољи млади возач | Најагресивнији возач | Најбољи швајцарски возач |               |            |
| -------- | ---------- | ----------------- | ------------------------ | -------------------- | ------------------- | -------------------- | ------------------------ | ------------- | ---------- |
| Позиција | Етапе      | 1.                | 4.255 евра               | 12.774 евра          | 1.064 евра          | 1.064 евра           | 2.128 евра               | 2.128 евра    | 1.064 евра |
| 2.       | 2.128 евра | 6.387 евра        | —                        | —                    | —                   | —                    | —                        | —             |            |
| 3.       | 1.064 евра | 3.194 евра        | —                        | —                    | —                   | —                    | —                        | —             |            |
| 4.       | 532 евра   | 1.597 евра        | —                        | —                    | —                   | —                    | —                        | —             |            |
| 5.       | 426 евра   | 1.278 евра        | —                        | —                    | —                   | —                    | —                        | —             |            |
| 6.       | 319 евра   | 959 евра          | —                        | —                    | —                   | —                    | —                        | —             |            |
| 7.       | 319 евра   | 959 евра          | —                        | —                    | —                   | —                    | —                        | —             |            |
| 8.       | 213 евра   | 639 евра          | —                        | —                    | —                   | —                    | —                        | —             |            |
| 9.       | 213 евра   | 639 евра          | —                        | —                    | —                   | —                    | —                        | —             |            |
| 10.      | 106 евра   | 319 евра          | —                        | —                    | —                   | —                    | —                        | —             |            |
| 11.      | 106 евра   | 319 евра          | —                        | —                    | —                   | —                    | —                        | —             |            |
| 12.      | 106 евра   | 319 евра          | —                        | —                    | —                   | —                    | —                        | —             |            |
| 13.      | 106 евра   | 319 евра          | —                        | —                    | —                   | —                    | —                        | —             |            |
| 14.      | 106 евра   | 319 евра          | —                        | —                    | —                   | —                    | —                        | —             |            |
| 15.      | 106 евра   | 319 евра          | —                        | —                    | —                   | —                    | —                        | —             |            |
| 16.      | 106 евра   | 319 евра          | —                        | —                    | —                   | —                    | —                        | —             |            |
| 17.      | 106 евра   | 319 евра          | —                        | —                    | —                   | —                    | —                        | —             |            |
| 18.      | 106 евра   | 319 евра          | —                        | —                    | —                   | —                    | —                        | —             |            |
| 19.      | 106 евра   | 319 евра          | —                        | —                    | —                   | —                    | —                        | —             |            |
| 20.      | 106 евра   | 319 евра          | —                        | —                    | —                   | —                    | —                        | —             |            |
| Дневно   | 534 евра   | 534 евра          |                          |                      |                     |                      |                          |               |            |

### Бодови
Бодове у UCI свјетском рангирању добили су првих 60 возача. Побједник трке је добио 500, другопласирани 400, трећепласирани 325, четвртопласирани 275, а петопласирани 225. Бодове је добијало првих десет возача на свакој етапи, побједник 60, другопласирани 40, а трећепласирани 30, док је лидер трке добијао по 10 бодова на свакој етапи.
| Позиција | Генерални пласман | Етапе |
| -------- | ----------------- | ----- |
| 1.       | 500               | 60    |
| 2.       | 400               | 40    |
| 3.       | 325               | 30    |
| 4.       | 275               | 25    |
| 5.       | 225               | 20    |
| 6.       | 175               | 15    |
| 7.       | 150               | 10    |
| 8.       | 125               | 8     |
| 9.       | 100               | 5     |
| 10.      | 85                | 2     |
| 11.      | 70                | —     |
| 12.      | 60                | —     |
| 13.      | 50                | —     |
| 14.      | 40                | —     |
| 15.      | 35                | —     |
| 16—20.   | 30                | —     |
| 21—30.   | 20                | —     |
| 31—50.   | 10                | —     |
| 51—55.   | 5                 | —     |
| 56—60.   | 3                 | —     |
| Дневно   | 10                | —     |

## Рута и етапе
| Етапа  | Датум     | Рута                          | Дистанца | Тип   | Тип                     | Побједник               | Реф.   |
| ------ | --------- | ----------------------------- | -------- | ----- | ----------------------- | ----------------------- | ------ |
| Пролог | 29. април | Сен Имје                      | 3,4      |       | Индивидуални хронометар | Самјуел Вотсон (УК)     | [ 19 ] |
| 1.     | 30. април | Минхенштајн — Фрибур          | 194.3    |       | Брдска етапа            | Метју Бренан (УК)       | [ 20 ] |
| 2.     | 1. мај    | Ла гран Берош — Ла гран Берош | 157      |       | Планинска етапа         | Лоренцо Фортунато (ИТА) | [ 21 ] |
| 3.     | 2. мај    | Косоне — Косоне               | 183.1    |       | Планинска етапа         | Џеј Вајн (АУС)          | [ 22 ] |
| 4.     | 3. мај    | Сион — Тион 2000              | 128.4    |       | Планинска етапа         | Лени Мартинез (ФРА)     | [ 23 ] |
| 5.     | 4. мај    | Женева — Женева               | 17,1     |       | Индивидуални хронометар | Ремко Евенепул (БЕЛ)    | [ 8 ]  |
| Укупно | Укупно    | Укупно                        | 683.3    | 683.3 | 683.3                   | 683.3                   |        |

## Етапе

### Пролог
29. април 2025. — Сен Имје, 3,4 km
| Позиција | Возач                | Тим                       | Вријеме |
| -------- | -------------------- | ------------------------- | ------- |
| 1.       | Самјуел Вотсон (УК)  | Инеос гренадирс           | 4' 33"  |
| 2.       | Иво Оливеира (ПОР)   | УАЕ тим емирејтс ХРГ      | + 0"    |
| 3.       | Иван Ромео (ШПА)     | Мовистар                  | + 3"    |
| 4.       | Стефан Бисежер (ШВА) | Декатлон АГ2Р ла мондијал | + 3"    |
| 5.       | Мајкел Зајлард (ХОЛ) | Тудор про сајклинг        | + 3"    |
| 6.       | Стефан Кинг (ШВА)    | Групама—ФДЈ               | + 4"    |
| 7.       | Тибо Герналек (ФРА)  | Аркеа—бб хотелс           | + 4"    |
| 8.       | Ремко Евенепул (БЕЛ) | Судал—Квик-степ           | + 4"    |
| 9.       | Џеј Вајн (АУС)       | УАЕ тим емирејтс ХРГ      | + 5"    |
| 10.      | Јан Кристен (ШВА)    | УАЕ тим емирејтс ХРГ      | + 5"    |

| Позиција | Возач                | Тим                       | Вријеме |
| -------- | -------------------- | ------------------------- | ------- |
| 1.       | Самјуел Вотсон (УК)  | Инеос гренадирс           | 4' 33"  |
| 2.       | Иво Оливеира (ПОР)   | УАЕ тим емирејтс ХРГ      | + 0"    |
| 3.       | Иван Ромео (ШПА)     | Мовистар                  | + 3"    |
| 4.       | Стефан Бисежер (ШВА) | Декатлон АГ2Р ла мондијал | + 3"    |
| 5.       | Мајкел Зајлард (ХОЛ) | Тудор про сајклинг        | + 3"    |
| 6.       | Стефан Кинг (ШВА)    | Групама—ФДЈ               | + 4"    |
| 7.       | Тибо Герналек (ФРА)  | Аркеа—бб хотелс           | + 4"    |
| 8.       | Ремко Евенепул (БЕЛ) | Судал—Квик-степ           | + 4"    |
| 9.       | Џеј Вајн (АУС)       | УАЕ тим емирејтс ХРГ      | + 5"    |
| 10.      | Јан Кристен (ШВА)    | УАЕ тим емирејтс ХРГ      | + 5"    |

### 1. етапа
30. април 2025. — Минхенштајн — Фрибур, 194.3 km
| Позиција | Возач                    | Тим                       | Вријеме    |
| -------- | ------------------------ | ------------------------- | ---------- |
| 1.       | Метју Бренан (УК)        | Визма—лејз а бајк         | 4ч 42' 32" |
| 2.       | Орелин Паре Пентре (ФРА) | Декатлон АГ2Р ла мондијал | + 0"       |
| 3.       | Артем Шмит (САД)         | Инеос гренадирс           | + 0"       |
| 4.       | Хуб Артз (ХОЛ)           | Интермарше—ванти          | + 0"       |
| 5.       | Клемент Вентурини (ФРА)  | Аркеа—бб хотелс           | + 0"       |
| 6.       | Оскар Онли (УК)          | Пикник постнл             | + 0"       |
| 7.       | Клемен Шампусен (ФРА)    | ХДС Астана                | + 0"       |
| 8.       | Милан Ментен (БЕЛ)       | Лото                      | + 0"       |
| 9.       | Рамсес Дебројне (БЕЛ)    | Алпесин—декунинк          | + 0"       |
| 10.      | Бен Свифт (УК)           | Инеос гренадирс           | + 0"       |

| Позиција | Возач                    | Тим                       | Вријеме    |
| -------- | ------------------------ | ------------------------- | ---------- |
| 1.       | Метју Бренан (УК)        | Визма—лејз а бајк         | 4ч 47' 02" |
| 2.       | Самјуел Вотсон (УК)      | Инеос гренадирс           | + 3"       |
| 3.       | Иво Оливеира (ПОР)       | УАЕ тим емирејтс ХРГ      | + 3"       |
| 4.       | Артем Шмит (САД)         | Инеос гренадирс           | + 5"       |
| 5.       | Иван Ромео (ШПА)         | Мовистар                  | + 6"       |
| 6.       | Стефан Кинг (ШВА)        | Групама—ФДЈ               | + 7"       |
| 7.       | Тибо Герналек (ФРА)      | Аркеа—бб хотелс           | + 7"       |
| 8.       | Орелин Паре Пентре (ФРА) | Декатлон АГ2Р ла мондијал | + 7"       |
| 9.       | Ремко Евенепул (БЕЛ)     | Судал—Квик-степ           | + 7"       |
| 10.      | Џеј Вајн (АУС)           | УАЕ тим емирејтс ХРГ      | + 8"       |

### 2. етапа
1. мај 2025. — Ла гран Берош — Ла гран Берош, 157 km
| Позиција | Возач                      | Тим                  | Вријеме    |
| -------- | -------------------------- | -------------------- | ---------- |
| 1.       | Лоренцо Фортунато (ИТА)    | ХДС Астана           | 3ч 54' 40" |
| 2.       | Алекс Боден (ФРА)          | ЕФ едукејшон—изипост | + 2"       |
| 3.       | Вилијам Лесерф млађи (БЕЛ) | Судал—Квик-степ      | + 2"       |
| 4.       | Ленерт ван Етвелт (БЕЛ)    | Лото                 | + 2"       |
| 5.       | Хуан Педро Лопез (ШПА)     | Лидл—трек            | + 2"       |
| 6.       | Ремко Евенепул (БЕЛ)       | Судал—Квик-степ      | + 56"      |
| 7.       | Харолд Техада (КОЛ)        | ХДС Астана           | + 56"      |
| 8.       | Хавијер Ромо (ШПА)         | Мовистар             | + 56"      |
| 9.       | Кристијан Родригез (ШПА)   | Аркеа—бб хотелс      | + 56"      |
| 10.      | Еди Данбар (ИРС)           | Џејко—алула          | + 56"      |

| Позиција | Возач                      | Тим                  | Вријеме    |
| -------- | -------------------------- | -------------------- | ---------- |
| 1.       | Алекс Боден (ФРА)          | ЕФ едукејшон—изипост | 8ч 41' 53" |
| 2.       | Вилијам Лесерф млађи (БЕЛ) | Судал—Квик-степ      | + 5"       |
| 3.       | Ленерт ван Етвелт (БЕЛ)    | Лото                 | + 6"       |
| 4.       | Лоренцо Фортунато (ИТА)    | ХДС Астана           | + 17"      |
| 5.       | Хуан Педро Лопез (ШПА)     | Лидл—трек            | + 17"      |
| 6.       | Ремко Евенепул (БЕЛ)       | Судал—Квик-степ      | + 52"      |
| 7.       | Џеј Вајн (АУС)             | УАЕ тим емирејтс ХРГ | + 53"      |
| 8.       | Жоао Алмеида (ПОР)         | УАЕ тим емирејтс ХРГ | + 53"      |
| 9.       | Лени Мартинез (ФРА)        | Бахреин—викторијус   | + 56"      |
| 10.      | Харолд Техада (КОЛ)        | ХДС Астана           | + 56"      |

### 3. етапа
2. мај 2025. — Косоне — Косоне, 183.1 km
| Позиција | Возач                    | Тим                       | Вријеме    |
| -------- | ------------------------ | ------------------------- | ---------- |
| 1.       | Џеј Вајн (АУС)           | УАЕ тим емирејтс ХРГ      | 4ч 03' 35" |
| 2.       | Лени Мартинез (ФРА)      | Бахреин—викторијус        | + 2"       |
| 3.       | Жоао Алмеида (ПОР)       | УАЕ тим емирејтс ХРГ      | + 2"       |
| 4.       | Луј Баре (ФРА)           | Интермарше—ванти          | + 2"       |
| 5.       | Алберто Бетиол (ИТА)     | ХДС Астана                | + 2"       |
| 6.       | Хавијер Ромо (ШПА)       | Мовистар                  | + 2"       |
| 7.       | Ремко Евенепул (БЕЛ)     | Судал—Квик-степ           | + 2"       |
| 8.       | Орелин Паре Пентре (ФРА) | Декатлон АГ2Р ла мондијал | + 2"       |
| 9.       | Оскар Онли (УК)          | Пикник постнл             | + 2"       |
| 10.      | Матис Рондел (ФРА)       | Тудор про сајклинг        | + 2"       |

| Позиција | Возач                      | Тим                  | Вријеме     |
| -------- | -------------------------- | -------------------- | ----------- |
| 1.       | Алекс Боден (ФРА)          | ЕФ едукејшон—изипост | 12ч 45' 30" |
| 2.       | Вилијам Лесерф млађи (БЕЛ) | Судал—Квик-степ      | + 5"        |
| 3.       | Ленерт ван Етвелт (БЕЛ)    | Лото                 | + 6"        |
| 4.       | Лоренцо Фортунато (ИТА)    | ХДС Астана           | + 17"       |
| 5.       | Хуан Педро Лопез (ШПА)     | Лидл—трек            | + 17"       |
| 6.       | Џеј Вајн (АУС)             | УАЕ тим емирејтс ХРГ | + 41"       |
| 7.       | Жоао Алмеида (ПОР)         | УАЕ тим емирејтс ХРГ | + 49"       |
| 8.       | Лени Мартинез (ФРА)        | Бахреин—викторијус   | + 50"       |
| 9.       | Ремко Евенепул (БЕЛ)       | Судал—Квик-степ      | + 52"       |
| 10.      | Харолд Техада (КОЛ)        | ХДС Астана           | + 56"       |

### 4. етапа
3. мај 2025. — Сион — Тион 2000, 128.4 km
| Позиција | Возач                      | Тим                  | Вријеме    |
| -------- | -------------------------- | -------------------- | ---------- |
| 1.       | Лени Мартинез (ФРА)        | Бахреин—викторијус   | 3ч 43' 46" |
| 2.       | Жоао Алмеида (ПОР)         | УАЕ тим емирејтс ХРГ | + 0"       |
| 3.       | Лоренцо Фортунато (ИТА)    | ХДС Астана           | + 29"      |
| 4.       | Џеј Вајн (АУС)             | УАЕ тим емирејтс ХРГ | + 31"      |
| 5.       | Карлос Родригез (ШПА)      | Инеос гренадирс      | + 31"      |
| 6.       | Кристијан Родригез (ШПА)   | Аркеа—бб хотелс      | + 1' 11"   |
| 7.       | Матис Рондел (ФРА)         | Тудор про сајклинг   | + 1' 13"   |
| 8.       | Јерген Нордхаген (НОР)     | Визма—лејз а бајк    | + 1' 17"   |
| 9.       | Серхио Игита (КОЛ)         | ХДС Астана           | + 1' 29"   |
| 10.      | Вилијам Лесерф млађи (БЕЛ) | Судал—Квик-степ      | + 1' 29"   |

| Позиција | Возач                      | Тим                  | Вријеме     |
| -------- | -------------------------- | -------------------- | ----------- |
| 1.       | Лени Мартинез (ФРА)        | Бахреин—викторијус   | 16ч 29' 56" |
| 2.       | Лоренцо Фортунато (ИТА)    | ХДС Астана           | + 2"        |
| 3.       | Жоао Алмеида (ПОР)         | УАЕ тим емирејтс ХРГ | + 3"        |
| 4.       | Џеј Вајн (АУС)             | УАЕ тим емирејтс ХРГ | + 32"       |
| 5.       | Вилијам Лесерф млађи (БЕЛ) | Судал—Квик-степ      | + 54"       |
| 6.       | Карлос Родригез (ШПА)      | Инеос гренадирс      | + 54"       |
| 7.       | Хуан Педро Лопез (ШПА)     | Лидл—трек            | + 1' 06"    |
| 8.       | Матис Рондел (ФРА)         | Тудор про сајклинг   | + 1' 37"    |
| 9.       | Ремко Евенепул (БЕЛ)       | Судал—Квик-степ      | + 1' 41"    |
| 10.      | Кристијан Родригез (ШПА)   | Аркеа—бб хотелс      | + 1' 46"    |

### 5. етапа
4. мај 2025. — Женева — Женева, 17,1 km
| Позиција | Возач                       | Тим                  | Вријеме |
| -------- | --------------------------- | -------------------- | ------- |
| 1.       | Ремко Евенепул (БЕЛ)        | Судал—Квик-степ      | 20' 33" |
| 2.       | Жоао Алмеида (ПОР)          | УАЕ тим емирејтс ХРГ | + 12"   |
| 3.       | Алберто Бетиол (ИТА)        | ХДС Астана           | + 18"   |
| 4.       | Џеј Вајн (АУС)              | УАЕ тим емирејтс ХРГ | + 24"   |
| 5.       | Александар Власов           | Ред бул—Бора–ханзго  | + 27"   |
| 6.       | Раул Гарсија Пиерна (ШПА)   | Аркеа—бб хотелс      | + 32"   |
| 7.       | Тибо Герналек (ФРА)         | Аркеа—бб хотелс      | + 33"   |
| 8.       | Јохан Прајс Пјетерсен (ДАН) | Алпесин—декунинк     | + 38"   |
| 9.       | Реми Кавања (ФРА)           | Групама—ФДЈ          | + 39"   |
| 10.      | Стефан Кинг (ШВА)           | Групама—ФДЈ          | + 39"   |

| Позиција | Возач                      | Тим                  | Вријеме     |
| -------- | -------------------------- | -------------------- | ----------- |
| 1.       | Жоао Алмеида (ПОР)         | УАЕ тим емирејтс ХРГ | 16ч 50' 44" |
| 2.       | Лени Мартинез (ФРА)        | Бахреин—викторијус   | + 26"       |
| 3.       | Џеј Вајн (АУС)             | УАЕ тим емирејтс ХРГ | + 41"       |
| 4.       | Лоренцо Фортунато (ИТА)    | ХДС Астана           | + 1' 22"    |
| 5.       | Ремко Евенепул (БЕЛ)       | Судал—Квик-степ      | + 1' 26"    |
| 6.       | Карлос Родригез (ШПА)      | Инеос гренадирс      | + 1' 31"    |
| 7.       | Хуан Педро Лопез (ШПА)     | Лидл—трек            | + 2' 05"    |
| 8.       | Вилијам Лесерф млађи (БЕЛ) | Судал—Квик-степ      | + 2' 16"    |
| 9.       | Матис Рондел (ФРА)         | Тудор про сајклинг   | + 2' 43"    |
| 10.      | Хавијер Ромо (ШПА)         | Мовистар             | + 2' 58"    |

## Класификације
На Тур де Романди трци додјељивале су се четири различите мајице за четири класификације, а поред њих је постојала и класификација за најбољег швајцарског возача, тимска класификација и класификација за најагресивнијег возача.
- Прва и најважнија класификација био је генерални пласман, јер је побједник генералног пласмана такође и побједник трке.[40] Пласман се рачунао тако што су се на времена возача остварена на првој етапи, додавала времена остварена на свакој наредној.[41] Три првопласирана возача на свакој етапи, осим на прологу на првој и хронометру на последњој, добијали су временску бонификацију од 10, 6 и 4 секунде, док се на пролазним циљевима нису додјељивале секунде бонификације.[41] Возач са најмањим укупним временом у току трку носио је жуту мајицу и сматра се побједником на крају трке.[40] У случају да су возачи били изједначени гледале су се стотинке остварене на прологу и хронометру, затим пласман на етапама, а у случају да су били изједначени у свему, гледао се пласман на последњој етапи.[41]

- Једна од другостепених класификација била је класификација по поенима. На свакој етапи поене је добијало првих 15 возача, а број поена који се додјељивао је зависио од типа етапе.[41] На етапама 1, 2 и 3 побједник је добијао 50 поена, другопласирани 30, трећепласирани 20, док су возачи од четвртог до 15 мјеста добијали 18, 16, 14, 12, 10, 8, 7, 6, 5, 4, 3 и 2 поена.[41] На прологу, као и на етапама 4 и 5 побједник је добијао 30 поена, другопласирани 25, трећепласирани 22, док су возачи од четвртог до 15 мјеста добијали 19, 17, 15, 13, 11, 9, 7, 6, 5, 4, 3 и 2 поена.[41] На пролазним циљевима који су били на етапама 1, 2, 3 и 4 поене су добијала три првопласирана возача, 15, 10 и 6 поенна.[41] Лидер класификације је носио наранџасту мајицу,[40] а у случају да су возачи били изједначени, гледао се број етапних побједа, а затим број побједа на пролазним циљевима, док се као последња опција гледала позиција возача у генералном пласману на крају трке.[41]

- Једна од другостепених класификација била је и брдска класификација, за коју су се поени додјељивали првим возачима који пређу преко означених успона, који су били категоризовани у три категорија.[42] На успонима прве категорије поене је добијало пет првопласираних возача, 15, 10, 6, 4 и 2, на успонима друге категорије поене је добијало такође пет првопласираних возача, 10, 6, 4, 2 и 1 поен, а на успонима треће категорије поене су добијала три првопласирана возача, 5, 3 и 1 поен.[42] Лидер класификације носио је тиркизну мајицу,[40] а у случају да су возачи били изједначени прво се гледао број првих мјеста на успонима прве категорије, затим на успонима друге и треће категорије, а ако су били изједначени по свему, гледала се позиција у генералном пласману.[43]

- Четврта мајица која се додјељивала је за најбољег младог возача. У класификацији су се такмичили само возачи млађи од 25 година, а лидер се одлучивао према оствареном времену, исто као и за генерални пласман.[43] Пласман се рачунао тако што су се на времена возача остварена на првој етапи, додавала времена остварена на свакој наредној.[43] Три првопласирана возача на свакој етапи добијали су временску бонификацију од 10, 6 и 4 секунде.[41] Возач са најмањим укупним временом у току трку носио је бијелу мајицу и сматра се побједником класификације на крају трке.[40] У случају да су возачи били изједначени гледале су се стотинке остварене на прологу и хронометру, затим позиције на етапама, а у случају да су били изједначени у свему, гледао се пласман на последњој етапи.[43]

- Једна од класификација је била тимска класификација, која се рачунала тако што су се на крају сваке етапе сабирала времена прве тројице возача из сваког тима, а водећи тим био је тим са најмањим укупним временом.[14] У случају да су тимови били изједначени, рачунао се број првих мјеста у тимској класификацији по етапама, а затим број других, трећих, четвртих мјеста итд. док се као последња опција гледала позиција возача у генералном пласману.[14] Сваки тим који би на трци остао са мање од три возача био је дисквалификован из класификације.[14] Класификација за најбољег швајцарског возача рачунала се исто као и генерални пласман, али су учествовали само швајцарски возачи.[14] Пласман се рачунао тако што су се на времена возача остварена на првој етапи, додавала времена остварена на свакој наредној.[14] Три првопласирана возача на свакој етапи добијали су временску бонификацију од 10, 6 и 4 секунде,[41] возач са најмањим укупним временом је био лидер у току трку и сматра се побједником класификације на крају трке.[14] У класификацији за најагресивнијег возача додјељивали су се поени од 10, 6 и 4 поена за прву тројицу возача на прологу, за прву тројицу возача на пролазном циљу који је био у последњих 25 километара на друмским етапама, а који се звао циљ борбености, као и за прву тројицу возача на пролазном циљу на 11 километру на хронометру.[43] Иако су се додјељивали поени за класификацију на прологу и хронометру, није проглашаван најагресивнији возач, док је на осталим етапама најагресивнији возач био возач који први пређе преко циља борбености и носио је жути број на дресу на наредној етапи.[43] Најагресивнији возач цијеле трке био је возач са највише поена, а у случају да су били изједначени гледала се позиција у генералном пласману.[43]

| Етапа  | Побједник         | Генерални пласман · | Класификација по поенима · | Брдска класификација · | Најбољи млади возач · | Најбољи швајцарски возач | Тимска класификација | Најагресивнији возач · |
| ------ | ----------------- | ------------------- | -------------------------- | ---------------------- | --------------------- | ------------------------ | -------------------- | ---------------------- |
| Пролог | Самјуел Вотсон    | Самјуел Вотсон      | Самјуел Вотсон             | Није додијељена        | Самјуел Вотсон        | Стефан Бисежер           | УАЕ тим емирејтс ХРГ | Није додијељена        |
| 1.     | Метју Бренан      | Метју Бренан        | Метју Бренан               | Бен Цвиоф              | Метју Бренан          | Стефан Кинг              | УАЕ тим емирејтс ХРГ | Гербен Којперс         |
| 2.     | Лоренцо Фортунато | Алекс Боден         | Метју Бренан               | Бен Цвиоф              | Алекс Боден           | Стефан Кинг              | ХДС Астана           | Хуан Педро Лопез       |
| 3.     | Џеј Вајн          | Алекс Боден         | Џеј Вајн                   | Бен Цвиоф              | Алекс Боден           | Стефан Кинг              | ХДС Астана           | Стефан Кинг            |
| 4.     | Лени Мартинез     | Лени Мартинез       | Џеј Вајн                   | Бен Цвиоф              | Лени Мартинез         | Роланд Талман            | ХДС Астана           | Луј Баре               |
| 5.     | Ремко Евенепул    | Жоао Алмеида        | Џеј Вајн                   | Бен Цвиоф              | Лени Мартинез         | Роланд Талман            | УАЕ тим емирејтс ХРГ | Није додијељена        |
| Крај   | Крај              | Жоао Алмеида        | Џеј Вајн                   | Бен Цвиоф              | Лени Мартинез         | Роланд Талман            | УАЕ тим емирејтс ХРГ | Ремко Евенепул         |

## Резултати
| Легенда | Легенда                                      | Легенда | Легенда                                                     | Легенда |
| ------- | -------------------------------------------- | ------- | ----------------------------------------------------------- | ------- |
|         | Означава побједника генералног пласмана      |         | Означава побједника класификације за најбољег младог возача |         |
|         | Означава побједника класификације по поенима |         | Означава најагресивнијег возача                             |         |
|         | Означава побједника брдске класификације     |         |                                                             |         |

### Генерални пласман
| Позиција | Возач                      | Тим                  | Вријеме     |
| -------- | -------------------------- | -------------------- | ----------- |
| 1.       | Жоао Алмеида (ПОР)         | УАЕ тим емирејтс ХРГ | 16ч 50' 44" |
| 2.       | Лени Мартинез (ФРА)        | Бахреин—викторијус   | + 26"       |
| 3.       | Џеј Вајн (АУС)             | УАЕ тим емирејтс ХРГ | + 41"       |
| 4.       | Лоренцо Фортунато (ИТА)    | ХДС Астана           | + 1' 22"    |
| 5.       | Ремко Евенепул (БЕЛ)       | Судал—Квик-степ      | + 1' 26"    |
| 6.       | Карлос Родригез (ШПА)      | Инеос гренадирс      | + 1' 31"    |
| 7.       | Хуан Педро Лопез (ШПА)     | Лидл—трек            | + 2' 05"    |
| 8.       | Вилијам Лесерф млађи (БЕЛ) | Судал—Квик-степ      | + 2' 16"    |
| 9.       | Матис Рондел (ФРА)         | Тудор про сајклинг   | + 2' 43"    |
| 10.      | Хавијер Ромо (ШПА)         | Мовистар             | \|+ 2' 58"  |

### Класификација по поенима
| Позиција | Возач                      | Тим                  | Поени |
| -------- | -------------------------- | -------------------- | ----- |
| 1.       | Џеј Вајн (АУС)             | УАЕ тим емирејтс ХРГ | 97    |
| 2.       | Жоао Алмеида (ПОР)         | УАЕ тим емирејтс ХРГ | 81    |
| 3.       | Ремко Евенепул (БЕЛ)       | Судал—Квик-степ      | 73    |
| 4.       | Лоренцо Фортунато (ИТА)    | ХДС Астана           | 72    |
| 5.       | Лени Мартинез (ФРА)        | Бахреин—викторијус   | 68    |
| 6.       | Метју Бренан (УК)          | Визма—лејз а бајк    | 58    |
| 7.       | Стефан Кинг (ШВА)          | Групама—ФДЈ          | 52    |
| 8.       | Жилијен Бернар (ФРА)       | Лидл—трек            | 45    |
| 9.       | Алекс Боден (ФРА)          | ЕФ едукејшон—изипост | 45    |
| 10.      | Вилијам Лесерф млађи (БЕЛ) | Судал—Квик-степ      | 42    |

### Брдска класификација
| Позиција | Возач                       | Тим                  | Поени |
| -------- | --------------------------- | -------------------- | ----- |
| 1.       | Бен Цвиоф (ФРА)             | Ред бул—Бора–ханзго  | 87    |
| 2.       | Жилијен Бернар (ФРА)        | Лидл—трек            | 35    |
| 3.       | Стефан Кинг (ШВА)           | Групама—ФДЈ          | 25    |
| 4.       | Хју Карти (УК)              | ЕФ едукејшон—изипост | 23    |
| 5.       | Гербен Којперс (ХОЛ)        | 20                   |       |
| 6.       | Луј Баре (ФРА)              | Интермарше—ванти     | 20    |
| 7.       | Жоао Алмеида (ПОР)          | УАЕ тим емирејтс ХРГ | 19    |
| 8.       | Лени Мартинез (ФРА)         | Бахреин—викторијус   | 10    |
| 9.       | Емануел Гебрегзабијер (ЕРИ) | Лидл—трек            | 8     |
| 10.      | Енцо Палени (ФРА)           | Групама—ФДЈ          | 7     |

### Класификација за најбољег младог возача
| Позиција | Возач                      | Тим                       | Вријеме     |
| -------- | -------------------------- | ------------------------- | ----------- |
| 1.       | Лени Мартинез (ФРА)        | Бахреин—викторијус        | 16ч 51' 10" |
| 2.       | Ремко Евенепул (БЕЛ)       | Судал—Квик-степ           | + 1' 00"    |
| 3.       | Карлос Родригез (ШПА)      | Инеос гренадирс           | + 1' 05"    |
| 4.       | Вилијам Лесерф млађи (БЕЛ) | Судал—Квик-степ           | + 1' 50"    |
| 5.       | Матис Рондел (ФРА)         | Тудор про сајклинг        | + 2' 17"    |
| 6.       | Јоханес Ставне Мите (НОР)  | Декатлон АГ2Р ла мондијал | + 2' 50"    |
| 7.       | Јерген Нордхаген (НОР)     | Визма—лејз а бајк         | + 3' 15"    |
| 8.       | Ленерт ван Етвелт (БЕЛ)    | Лото                      | + 3' 32"    |
| 9.       | Оскар Онли (УК)            | Пикник постнл             | + 3' 38"    |
| 10.      | Пабло Торес (ШПА)          | УАЕ тим емирејтс ХРГ      | + 6' 11"    |

### Класификација за најбољег швајцарског возача
| Позиција | Возач                | Тим                       | Вријеме     |
| -------- | -------------------- | ------------------------- | ----------- |
| 1.       | Ролан Талман (ШВА)   | Тудор про сајклинг        | 17ч 16' 53" |
| 2.       | Стефан Кинг (ШВА)    | Групама—ФДЈ               | + 8' 41"    |
| 3.       | Силван Дилијер (ШВА) | Алпесин—декунинк          | + 27' 28"   |
| 4.       | Стефан Бисежер (ШВА) | Декатлон АГ2Р ла мондијал | + 44' 58"   |

### Тимска класификација
| Позиција | Тим                       | Вријеме     |
| -------- | ------------------------- | ----------- |
| 1.       | УАЕ тим емирејтс ХРГ      | 60h 27' 39" |
| 2.       | ХДС Астана                | + 3' 04"    |
| 3.       | Декатлон АГ2Р ла мондијал | + 7' 21"    |
| 4.       | Лидл—трек                 | + 8' 26""   |
| 5.       | Инеос гренадирс           | + 19' 31"   |
| 6.       | Лото                      | + 26' 05"   |
| 7.       | Џејко—алула               | + 27' 06"   |
| 8.       | Бахреин—викторијус        | + 27' 20"   |
| 9.       | Судал—Квик-степ           | + 30' 45"   |
| 10.      | ЕФ едукејшон—изипост      | + 33' 29"   |